# Baja Sessions
Baja Sessions es el sexto álbum de estudio del cantautor estadounidense Chris Isaak. Fue publicado el 8 de octubre de 1996 a través del sello discográfico Reprise. Concebido luego de unas vacaciones en Baja California, México, el material es una colección de canciones previas y nuevas suyas con algunos covers como «Only the Lonely» y «Sweet Leilani».
Esta fue la primera colaboración con el guitarrista Hershel Yatovitz como miembro fijo de la banda Silvertone, siendo reclutado en la gira promocional de Forever Blue como reemplazo de James Calvin Wilsey, donde pudo introducir sus influencias de jazz y country en los sonidos de la guitarra.

## Lista de canciones
| N.º   | Título                                          | Escritor(es)                    | Duración |  |
| 1.    | «Pretty Girls Don't Cry» (Silvertone (1985))    | Chris Isaak                     | 3:09     |  |
| 2.    | «Back On Your Side» (Silvertone (1985))         | Chris Isaak                     | 3:04     |  |
| 3.    | «Only the Lonely»                               | Roy Orbison · Joe Melson        | 2:53     |  |
| 4.    | «South of the Border (Down Mexico Way)»         | Jimmy Kennedy · Michael Carr    | 3:10     |  |
| 5.    | «I Wonder»                                      | George Burns · Chris Isaak      | 2:56     |  |
| 6.    | «Wrong to Love You» (Heart Shaped World (1989)) | Chris Isaak                     | 3:55     |  |
| 7.    | «Waiting For My Lucky Day»                      | Chris Isaak                     | 2:38     |  |
| 8.    | «Yellow Bird»                                   | Norman Luboff · Alan Bergman    | 2:29     |  |
| 9.    | «Two Hearts» (San Francisco Days (1993))        | Chris Isaak                     | 3:19     |  |
| 10.   | «Return to Me»                                  | Carmen Lombardo · Danny DiMinno | 2:17     |  |
| 11.   | «Dancin'» (Silvertone (1985))                   | Chris Isaak                     | 3:57     |  |
| 12.   | «Sweet Leilani»                                 | Harry Owens                     | 2:17     |  |
| 13.   | «Think of Tomorrow»                             | Chris Isaak                     | 2:58     |  |
| 39:02 |                                                 |                                 |          |  |

## Personal
Adaptados desde AllMusic.
- Chris Isaak – Artista principal, composición, guitarra, productor (13).
- Erik Jacobsen – Productor (1-12).
- Steve Hall – Masterización.
- Mark Needham – Ingeniería.
- Marty Main – Asistente de ingeniería.
- Lee Herschberg – Consultante de sonido.
- Rowland Salley – Bajo, coros.
- Hershel Yatovitz – Guitarra.
- Kenney Dale Johnson – Batería, coros.
- Alan Bergman – Composición.
- George Bruns – Composición.
- Michael Carr – Composición.
- Danny DiMinno – Composición.
- Jimmy Kennedy – Composición.
- Carmen Lombardo – Composición.
- Norman Luboff – Composición.
- Joe Melson – Composición.
- Roy Orbison – Composición.
- Harry Owens – Composición.
- Linda Cobb Stalker – Dirección de arte, diseño.
- Aaron Chang – Fotografía.
- Saori Miyazaki – Fotografía.

## Posicionamiento en listas
| Listas (1996–97)               | Mejor posición |
| ------------------------------ | -------------- |
| Australia (ARIA Charts)        | 8              |
| Estados Unidos (Billboard 200) | 33             |
| Francia (SNEP)                 | 43             |
| Nueva Zelanda (RIANZ)          | 11             |
| Reino Unido (UK Albums)        | 100            |
| Suecia (Sverigetopplistan)     | 38             |

## Certificaciones
| País (Certificador) | Certificación | Ventas certificadas |
| --- | ------------- | ------------------- |
| Estados Unidos (RIAA) | Oro           | 556 000             |
| ^cifras de envíos basadas únicamente en la certificación xcifras no especificadas basadas únicamente en la certificación |               |                     |